# 16706 Svojsík
16706 Svojsík è un asteroide della fascia principale. Scoperto nel 1995, presenta un'orbita caratterizzata da un semiasse maggiore pari a 2,8637133 UA e da un'eccentricità di 0,0618604, inclinata di 2,49996° rispetto all'eclittica.